# Eduard Hülsmann
Eduard Hülsmann (* 21. Dezember 1801 in Lüdenscheid; † 23. März 1856 in Lennep) war ein deutscher evangelischer Theologe, Pädagoge und Mitglied der Frankfurter Nationalversammlung.

## Leben
Eduard Hülsmann, ein Sohn des Pfarrers Johann Franz Hülsmann (1762–1822), studierte von 1820 bis 1823 Evangelische Theologie in Bonn. 1820 schloss er sich der Alten Bonner Burschenschaft an.
Nach seinem Studium war er von 1823 bis 1827 Grundschulrektor in Hagen. 1827 wurde er ordiniert und trat eine Pfarrstelle in Dahl (heute Stadtteil von Hagen) an. Als er 1835 in eine Pfarrstelle in Schwelm gewählt wurde, gab es Proteste, weil seine gerade erst erschienene Prediger-Bibel von dem Elberfelder Pfarrer Immanuel Friedrich Sander als rationalistisch gebrandmarkt wurde. Der Streit führte zu gerichtlichen Auseinandersetzungen, bei denen Sander zu einer hohen Geldstrafe verurteilt wurde, und zu mehr als 30 Flugschriften. Die Wahl Hülsmanns wurde schließlich vom Provinzialkonsistorium in Münster nicht bestätigt. 1837 ging Hülsmann stattdessen als Pfarrer nach Lennep in der Rheinprovinz, wo er später auch Schulpfleger wurde.
Im Jahr 1848 war er als Abgeordneter für den Wahlkreis 27, Provinz Rheinland (Lennep) im Frankfurter Paulskirchenparlament. Er schloss sich zuerst der Fraktion Café Milani, später der Fraktion Casino an.

## Werke
- Prediger-Bibel oder exegetisches Handbuch für praktische Theologen. Löflund, Stuttgart 1835.
- Predigten aus dem Nachlasse des verewigten Pfarrers E. Hülsmann in Lennep. Elberfeld 1856.